# Askós
Askós är en ort i Grekland.   Den ligger i prefekturen Nomós Thessaloníkis och regionen Mellersta Makedonien, i den nordöstra delen av landet, 300 km norr om huvudstaden Aten. Askós ligger 444 meter över havet och antalet invånare är 1 406.
Terrängen runt Askós är huvudsakligen kuperad, men den allra närmaste omgivningen är platt. Terrängen runt Askós sluttar söderut. Runt Askós är det ganska glesbefolkat, med 29 invånare per kvadratkilometer. Närmaste större samhälle är Nigríta, 19,5 km nordost om Askós. Trakten runt Askós består till största delen av jordbruksmark.